# Liste der Baudenkmale in Herzberg am Harz
In der Liste der Baudenkmale in Herzberg am Harz sind die Baudenkmale der niedersächsischen Gemeinde Herzberg am Harz und ihrer Ortsteile enthalten. Der Stand der Liste ist der 5. Mai 2020. Die Quelle der Baudenkmale ist der Denkmalatlas Niedersachsen.

## Allgemein
In den Spalten befinden sich folgende Informationen:
- Lage: die Adresse des Baudenkmales und die geographischen Koordinaten. Kartenansicht, um Koordinaten zu setzen. In der Kartenansicht sind Baudenkmale ohne Koordinaten mit einem roten Marker dargestellt und können in der Karte gesetzt werden. Baudenkmale ohne Bild sind mit einem blauen Marker gekennzeichnet, Baudenkmale mit Bild mit einem grünen Marker.
- Bezeichnung: Bezeichnung des Baudenkmales
- Beschreibung: die Beschreibung des Baudenkmales. Unter § 3 Abs. 2 NDSchG werden Einzeldenkmale und unter § 3 Abs. 3 NDSchG Gruppen baulicher Anlagen und deren Bestandteile ausgewiesen.
- ID: die Objekt-ID des Baudenkmales
- Bild: ein Bild des Baudenkmales, ggf. zusätzlich mit einem Link zu weiteren Fotos des Baudenkmals im Medienarchiv Wikimedia Commons. Wenn man auf das Kamerasymbol klickt, können Fotos zu Baudenkmalen aus dieser Liste hochgeladen werden:

## Liste der Baudenkmale

### Herzberg am Harz
| Lage                                                  | Bezeichnung                                              | Beschreibung | ID       | Bild           |
| ----------------------------------------------------- | -------------------------------------------------------- | --- | -------- | -------------- |
| Am Spritzenhaus 11 51° 39′ 28″ N, 10° 20′ 39″ O       | Spritzenhaus                                             | Historisches Feuerwehrhaus mit Schlauchturm | 34144797 |                |
| Andreasberger Straße 51° 39′ 40″ N, 10° 21′ 20″ O     | Denkmal im ehem. Kurpark                                 | Denkmal für Julius Heinrich von Uslar | 34142278 | BW             |
| Andreasberger Straße 1 51° 39′ 41″ N, 10° 21′ 9″ O    | Fabrik: Verwaltungsgebäude                               | Gebäude der Papierfabrik | 34145033 |                |
| Andreasberger Straße 1 51° 39′ 41″ N, 10° 21′ 10″ O   | Fabrik: Pförtnerpavillon                                 | | 34145087 | BW             |
| Fabrikstraße 9, 11 51° 39′ 34″ N, 10° 20′ 46″ O       | Fabrikstraße 9, 11 (Baudenkmal-Gruppe)                   | Zwei Wohnhäuser mit Hinterhofbebauung in der Fabrikstraße 9 und 11 | 34119301 | BW             |
| Fabrikstraße 9 51° 39′ 34″ N, 10° 20′ 46″ O           | Wohnhaus                                                 | Einzeldenkmal der Baudenkmal-Gruppe Fabrikstraße 9, 11 (ID 34119301) | 34142374 | BW             |
| Fabrikstraße 11 51° 39′ 34″ N, 10° 20′ 47″ O          | Wohnhaus                                                 | Einzeldenkmal der Baudenkmal-Gruppe Fabrikstraße 9, 11 (ID 34119301) | 34142398 | BW             |
| Fabrikstraße 51° 39′ 39″ N, 10° 20′ 50″ O             | Fabrikstraße 23, 25, 27 (Baudenkmal-Gruppe)              | Drei Wohnhäuser mit Hinterhofbebauung in der Fabrikstraße 23, 25 und 27 | 34119215 | BW             |
| Fabrikstraße 23 51° 39′ 39″ N, 10° 20′ 51″ O          | Wohnhaus                                                 | Einzeldenkmal der Baudenkmal-Gruppe Fabrikstraße 23, 25, 27 (ID 34119215) | 34142428 | BW             |
| Fabrikstraße 25 51° 39′ 39″ N, 10° 20′ 51″ O          | Wohnhaus                                                 | Einzeldenkmal der Baudenkmal-Gruppe Fabrikstraße 23, 25, 27 (ID 34119215) | 34142453 |                |
| Fabrikstraße 27 51° 39′ 40″ N, 10° 20′ 52″ O          | Wohnhaus                                                 | Einzeldenkmal der Baudenkmal-Gruppe Fabrikstraße 23, 25, 27 (ID 34119215) | 34142477 |                |
| Hauptstraße 1 51° 39′ 19″ N, 10° 20′ 4″ O             | Gasthaus                                                 | Gasthaus Deutscher Kaiser | 34142501 |                |
| Hauptstraße 28 51° 39′ 20″ N, 10° 20′ 14″ O           | Wohnhaus                                                 | | 34142574 | BW             |
| Hauptstraße 36 51° 39′ 20″ N, 10° 20′ 17″ O           | Wohnhaus                                                 | | 34142645 | BW             |
| Hauptstraße 54 51° 39′ 22″ N, 10° 20′ 25″ O           | Wohnhaus                                                 | | 34142670 | BW             |
| Heidestraße 38, 40 51° 39′ 7″ N, 10° 20′ 32″ O        | Heidestraße 38, 40 (Baudenkmal-Gruppe)                   | Zwei Wohnhäuser in der Häuserzeile Heidestraße 38 und 40 | 34119165 | BW             |
| Heidestraße 38 51° 39′ 7″ N, 10° 20′ 32″ O            | Wohnhaus                                                 | Einzeldenkmal der Baudenkmal-Gruppe Heidestraße 38, 40 (ID 34119165) | 34142694 | BW             |
| Heidestraße 40 51° 39′ 7″ N, 10° 20′ 32″ O            | Wohnhaus                                                 | Einzeldenkmal der Baudenkmal-Gruppe Heidestraße 38, 40 (ID 34119165) | 34142718 | BW             |
| Hindenburgstraße 28, 30 51° 39′ 27″ N, 10° 20′ 49″ O  | Hindenburgstraße 28, 30 (Baudenkmal-Gruppe)              | Zwei Wohn-/Wirtschaftsgebäude mit Hinterhofbebauung in der Hindenburgstraße 28 und 30 | 34119012 | BW             |
| Hindenburgstraße 28 51° 39′ 28″ N, 10° 20′ 48″ O      | Wohn-/Wirtschaftsgebäude                                 | Einzeldenkmal der Baudenkmal-Gruppe Hindenburgstraße 28, 30 (ID 34119012) | 34142812 |                |
| Hindenburgstraße 30 51° 39′ 28″ N, 10° 20′ 48″ O      | Wohn-/Wirtschaftsgebäude                                 | Einzeldenkmal der Baudenkmal-Gruppe Hindenburgstraße 28, 30 (ID 34119012) | 34142867 |                |
| Hindenburgstraße 29, 31 51° 39′ 30″ N, 10° 20′ 50″ O  | Hindenburgstraße 29, 31 (Baudenkmal-Gruppe)              | Zwei Wohnhäuser mit Hinterhofbebauung in der Hindenburgstraße 29 und 31 | 34119029 | BW             |
| Hindenburgstraße 29 51° 39′ 30″ N, 10° 20′ 50″ O      | Wohnhaus                                                 | Einzeldenkmal der Baudenkmal-Gruppe Hindenburgstraße 29, 31 (ID 34119029) | 34142842 | BW             |
| Hindenburgstraße 31 51° 39′ 30″ N, 10° 20′ 50″ O      | Wohnhaus                                                 | Einzeldenkmal der Baudenkmal-Gruppe Hindenburgstraße 29, 31 (ID 34119029) | 34142891 |                |
| Hopfenhof 2, 3 51° 39′ 12″ N, 10° 20′ 11″ O           | Hopfenhof 2, 3 (Baudenkmal-Gruppe)                       | Zwei Wohnhäuser am Hopfenhof 2 und 3 | 34119149 | BW             |
| Hopfenhof 2 51° 39′ 12″ N, 10° 20′ 10″ O              | Wohnhaus                                                 | Einzeldenkmal der Baudenkmal-Gruppe Hopfenhof 2, 3 (ID 34119149) | 34142988 | BW             |
| Hopfenhof 3 51° 39′ 12″ N, 10° 20′ 10″ O              | Wohnhaus                                                 | Einzeldenkmal der Baudenkmal-Gruppe Hopfenhof 2, 3 (ID 34119149) | 34143012 | BW             |
| Hopfenhof 9 51° 39′ 13″ N, 10° 20′ 9″ O               | St.-Josef-Kirche                                         | | 34143761 | Weitere Bilder |
| Juesholzstraße 1 51° 39′ 10″ N, 10° 20′ 46″ O         | Villa                                                    | | 34143140 | BW             |
| Juesholzstraße 38 51° 39′ 29″ N, 10° 21′ 5″ O         | Villa                                                    | Villa Juesheide | 34143168 |                |
| Juesseestraße 6 51° 39′ 15″ N, 10° 20′ 32″ O          | Wohnhaus                                                 | | 34143217 | BW             |
| Junkernstraße 5 51° 39′ 16″ N, 10° 20′ 14″ O          | Pfarramt                                                 | Wohnhaus | 34143357 |                |
| Junkernstraße 9 51° 39′ 16″ N, 10° 20′ 15″ O          | Wohnhaus                                                 | | 34143383 |                |
| Junkernstraße 17 51° 39′ 16″ N, 10° 20′ 21″ O         | Wohnhaus                                                 | | 34143409 |                |
| Junkernstraße 21 51° 39′ 16″ N, 10° 20′ 24″ O         | Kirchhof Junkernstraße Herzberg (Baudenkmal-Gruppe)      | Nicolaikirche mit umgebendem Kirchplatz | 34119098 | Weitere Bilder |
| Junkernstraße 21 51° 39′ 17″ N, 10° 20′ 24″ O         | Kirche St. Nicolai                                       | Einzeldenkmal der Baudenkmal-Gruppe Kirchhof Junkernstraße Herzberg (ID 34119098), Nicolaikirche | 34143309 |                |
| Junkernstraße 21 51° 39′ 16″ N, 10° 20′ 24″ O         | Kirchplatz                                               | Einzeldenkmal der Baudenkmal-Gruppe Kirchhof Junkernstraße Herzberg (ID 34119098) | 34143334 |                |
| Junkernstraße 28 51° 39′ 14″ N, 10° 20′ 28″ O         | Wohnhaus                                                 | | 34143487 |                |
| Junkernstraße 29, 31, 32 51° 39′ 14″ N, 10° 20′ 31″ O | Junkernstraße 29, 31, 32 (Baudenkmal-Gruppe)             | | 34119116 |                |
| Junkernstraße 29 51° 39′ 15″ N, 10° 20′ 30″ O         | Wohn-/Wirtschaftsgebäude                                 | Einzeldenkmal der Baudenkmal-Gruppe Junkernstraße 29, 31, 32 (ID 34119116) | 34143512 |                |
| Junkernstraße 31 51° 39′ 15″ N, 10° 20′ 32″ O         | Wohn-/Wirtschaftsgebäude                                 | Einzeldenkmal der Baudenkmal-Gruppe Junkernstraße 29, 31, 32 (ID 34119116) | 34143536 |                |
| Junkernstraße 32 51° 39′ 14″ N, 10° 20′ 31″ O         | Wohn-/Wirtschaftsgebäude                                 | Einzeldenkmal der Baudenkmal-Gruppe Junkernstraße 29, 31, 32 (ID 34119116) | 34143560 |                |
| Lonauer Straße 52 51° 39′ 46″ N, 10° 20′ 50″ O        | Ehem. Papiermühle Lonauer Wasserfall (Baudenkmal-Gruppe) | Baudenkmal-Gruppe mit Wohnhaus, Mühle und Betriebsgebäude. | 34119249 | BW             |
| Lonauer Straße 52 51° 39′ 46″ N, 10° 20′ 49″ O        | Ehem. Papiermühle: Wohnhaus                              | Einzeldenkmal der Baudenkmal-Gruppe Ehem. Papiermühle Lonauer Wasserfall (ID 34119249) | 34143631 | BW             |
| Lonauer Straße 52 a 51° 39′ 45″ N, 10° 20′ 50″ O      | Ehem. Papiermühle: Betriebsgebäude                       | Einzeldenkmal der Baudenkmal-Gruppe Ehem. Papiermühle Lonauer Wasserfall (ID 34119249) | 34143607 | BW             |
| Lonauer Straße 52 b 51° 39′ 46″ N, 10° 20′ 50″ O      | Ehem. Papiermühle: Mühle                                 | Einzeldenkmal der Baudenkmal-Gruppe Ehem. Papiermühle Lonauer Wasserfall (ID 34119249) | 34143657 | BW             |
| Lönsstraße 51° 38′ 59″ N, 10° 20′ 12″ O               | Alter Friedhof Herzberg (Baudenkmal-Gruppe)              | | 34118980 | BW             |
| Lönsstraße 51° 38′ 59″ N, 10° 20′ 10″ O               | Alter Friedhof                                           | Einzeldenkmal der Baudenkmal-Gruppe Alter Friedhof Herzberg (ID 34118980) Alter Friedhof mit Friedhofskapelle | 34143707 | BW             |
| Magisterberg 51° 39′ 15″ N, 10° 20′ 8″ O              | Magisterberg (Baudenkmal-Gruppe)                         | Häuser mit den Hausnummern 1, 1a, 3, 4, 5 | 34120673 | Weitere Bilder |
| Magisterberg 1 51° 39′ 16″ N, 10° 20′ 8″ O            | Wohnhaus                                                 | Einzeldenkmal der Baudenkmal-Gruppe Magisterberg (ID 34120673) | 34144962 | BW             |
| Magisterberg 1 a 51° 39′ 16″ N, 10° 20′ 6″ O          | Wohnhaus                                                 | Einzeldenkmal der Baudenkmal-Gruppe Magisterberg (ID 34120673) | 34143788 |                |
| Magisterberg 3 51° 39′ 16″ N, 10° 20′ 8″ O            | Wohnhaus                                                 | Einzeldenkmal der Baudenkmal-Gruppe Magisterberg (ID 34120673) | 34143841 |                |
| Magisterberg 4 51° 39′ 16″ N, 10° 20′ 9″ O            | Wohnhaus                                                 | Einzeldenkmal der Baudenkmal-Gruppe Magisterberg (ID 34120673) | 34143868 |                |
| Marktplatz 14 51° 39′ 23″ N, 10° 20′ 32″ O            | Wohnhaus                                                 | | 34143897 |                |
| Marktplatz 22 51° 39′ 23″ N, 10° 20′ 33″ O            | Wohnhaus                                                 | | 34143966 |                |
| Marktplatz 25 51° 39′ 24″ N, 10° 20′ 35″ O            | Wohnhaus                                                 | | 34143989 |                |
| Marktplatz 28 51° 39′ 23″ N, 10° 20′ 35″ O            | Wohn-/Geschäftshaus                                      | | 34144012 |                |
| Marktplatz 30 51° 39′ 23″ N, 10° 20′ 36″ O            | Rathaus                                                  | Rathaus mit Standesamt | 34144036 |                |
| Marktplatz 32 51° 39′ 24″ N, 10° 20′ 36″ O            | Rathaus                                                  | Altes Rathaus und Stadtarchiv | 34144062 |                |
| Ochsenpfuhl 13 51° 39′ 8″ N, 10° 20′ 0″ O             | Wohnhaus                                                 | | 34144087 | BW             |
| Rathausstraße 2, 3, 4 51° 39′ 26″ N, 10° 20′ 39″ O    | Rathausstraße 2, 3, 4 (Baudenkmal-Gruppe)                | | 34119081 | BW             |
| Rathausstraße 2 51° 39′ 26″ N, 10° 20′ 38″ O          | Wohnhaus                                                 | Einzeldenkmal der Baudenkmal-Gruppe Rathausstraße 2, 3, 4 (ID 34119081) | 34144247 | BW             |
| Rathausstraße 4 51° 39′ 26″ N, 10° 20′ 39″ O          | Wohnhaus                                                 | Einzeldenkmal der Baudenkmal-Gruppe Rathausstraße 2, 3, 4 (ID 34119081) | 34144296 |                |
| Sägemühlenstraße 39, 41 51° 39′ 38″ N, 10° 21′ 1″ O   | Sägemühlenstraße 39, 41 (Baudenkmal-Gruppe)              | Zwei Wohnhäuser mit Hinterhofbebauung in der Sägemühlenstraße 39 und 41 | 34119064 |                |
| Sägemühlenstraße 39 51° 39′ 38″ N, 10° 21′ 1″ O       | Wohnhaus                                                 | Einzeldenkmal der Baudenkmal-Gruppe Sägemühlenstraße 39, 41 (ID 34119064) | 34144391 | BW             |
| Sägemühlenstraße 41 51° 39′ 38″ N, 10° 21′ 2″ O       | Wohnhaus                                                 | Einzeldenkmal der Baudenkmal-Gruppe Sägemühlenstraße 39, 41 (ID 34119064) | 34144415 | BW             |
| Schloss 1-6 51° 39′ 20″ N, 10° 19′ 50″ O              | Schloß Herzberg (Baudenkmal-Gruppe)                      | Schlossanlage Schloß Herzberg Weithin sichtbar auf einer Bergkuppe westlich über der Stadt Herzberg gelegenes Schloss. Direkt an den steilen Schlossberghängen steht der Hauptdolomit des Südharzer Zechsteingürtels an. | 34120654 | Weitere Bilder |
| Schloss 2-6 51° 39′ 21″ N, 10° 19′ 51″ O              | Schloß Herzberg: Schlossgebäude                          | Einzeldenkmal der Baudenkmal-Gruppe Schloß Herzberg (ID 34120654) Vierseitig geschlossene, dreigeschossige Anlage, überwiegend Fachwerk, mit Stammhausflügel, Grauem Flügel, Uhrenturm, Sieberflügel und Marstallflügel, umgibt einen ca. 40 × 60 Meter großen Innenhof, errichtet in mehreren Bauphasen 1510 bis 1861. Zufahrt erfolgt über ein Torhaus und eine Brücke, die den sogenannten Hirschgraben überspannt, durch eine Tordurchfahrt in der Westecke des Hofs. Allseitig geschlossener Schlossinnenhof, nach Osten hin ansteigende Fläche mit zahlreichen Podesten und Treppenläufen die zu Portalsituationen führen. Wohl seit Anfang des 20. Jh. mit bepflanzter Mittelinsel, ansonsten mit den lokal vorkommenden, abgerundeten Flusssteinen der Sieber gepflastert. | 34144463 |                |
| Schloss 51° 39′ 19″ N, 10° 19′ 50″ O                  | Schloß Herzberg: Außenanlagen                            | Einzeldenkmal der Baudenkmal-Gruppe Schloß Herzberg (ID 34120654) | 34144983 | BW             |
| Schloss 1 51° 39′ 19″ N, 10° 19′ 48″ O                | Schloß Herzberg: Torhaus                                 | Einzeldenkmal der Baudenkmal-Gruppe Schloß Herzberg (ID 34120654) | 46606403 |                |
| Schloßstraße 51° 39′ 9″ N, 10° 19′ 54″ O              | Straßenbrücke                                            | Straßenbrücke über die Bahnstrecke | 34144439 | BW             |
| Schulberg 5 51° 39′ 17″ N, 10° 20′ 29″ O              | Schule                                                   | Wohnhaus | 34144609 |                |
| Schulberg 6 51° 39′ 17″ N, 10° 20′ 27″ O              | Doppelhaus                                               | Wohnhaus | 34144634 |                |
| Schulberg 8 51° 39′ 18″ N, 10° 20′ 27″ O              | Wohnhaus                                                 | | 34144682 |                |
| Sieberstraße 20 51° 39′ 24″ N, 10° 20′ 27″ O          | Wohn-/Wirtschaftsgebäude                                 | | 34144751 |                |
| Sieberstraße 41 51° 39′ 25″ N, 10° 20′ 28″ O          | Wohnhaus                                                 | | 34144821 |                |
| Sieberstraße 43 51° 39′ 25″ N, 10° 20′ 28″ O          | Wohnhaus                                                 | | 34144846 |                |
| Sieberstraße 43 51° 39′ 26″ N, 10° 20′ 28″ O          | Gewölbekeller                                            | Gewölbekeller im Hinterhaus des Hauses | 34145209 | BW             |
| Sieberstraße 45 51° 39′ 26″ N, 10° 20′ 30″ O          | Wohnhaus einschließl. Flügelbau                          | | 34144870 |                |
| Von-Einem-Straße 3 51° 39′ 19″ N, 10° 20′ 0″ O        | Wohnhaus                                                 | | 34144942 |                |

### Lonau
| Lage                                      | Bezeichnung          | Beschreibung                            | ID       | Bild           |
| ----------------------------------------- | -------------------- | --------------------------------------- | -------- | -------------- |
| Am Platze 17 51° 41′ 26″ N, 10° 21′ 34″ O | St.-Michaelis-Kirche | In Ziegelbauweise errichtete Dorfkirche | 34145433 | Weitere Bilder |

### Pöhlde
| Lage                                                       | Bezeichnung                                       | Beschreibung | ID       | Bild           |
| ---------------------------------------------------------- | ------------------------------------------------- | --- | -------- | -------------- |
| Auemühle 51° 37′ 2″ N, 10° 17′ 20″ O                       | Neue Auemühle                                     | Mühle an der Beber (Pöhlder Bach) | 34142138 |                |
| 51° 37′ 15″ N, 10° 19′ 35″ O                               | Eisenbahnbrücke                                   | Eisenbahnbrücke der ehemaligen Bahnstrecke Bleicherode–Herzberg über die Oder. | 34145558 | Weitere Bilder |
| Brandenburger Straße 1 51° 36′ 46″ N, 10° 18′ 56″ O        | Wohnhaus                                          | | 34145581 |                |
| Burgstraße 1, 3, 5, Dammweg 7 51° 36′ 36″ N, 10° 19′ 13″ O | Burgstraße 1, 3, 5 (Baudenkmal-Gruppe)            | | 34118862 |                |
| Burgstraße 1 51° 36′ 35″ N, 10° 19′ 14″ O                  | Wohnhaus                                          | Einzeldenkmal der Baudenkmal-Gruppe Burgstraße 1, 3, 5 (ID 34118862) | 34145607 |                |
| Burgstraße 3 51° 36′ 36″ N, 10° 19′ 13″ O                  | Wohnhaus                                          | Einzeldenkmal der Baudenkmal-Gruppe Burgstraße 1, 3, 5 (ID 34118862) | 34145657 |                |
| Burgstraße 5 51° 36′ 36″ N, 10° 19′ 13″ O                  | Wohnhaus                                          | Einzeldenkmal der Baudenkmal-Gruppe Burgstraße 1, 3, 5 (ID 34118862) | 34145681 |                |
| Dammweg 7 51° 36′ 35″ N, 10° 19′ 15″ O                     | Wohn-/Wirtschaftsgebäude                          | Einzeldenkmal der Baudenkmal-Gruppe Burgstraße 1, 3, 5 (ID 34118862) | 34145799 |                |
| Klosterstraße 18 51° 36′ 42″ N, 10° 18′ 49″ O              | Wohn-/Wirtschaftsgebäude                          | | 34145846 |                |
| Klosterstraße 23 51° 36′ 42″ N, 10° 18′ 48″ O              | Wohnhaus                                          | | 34145870 |                |
| Klosterstraße 25 51° 36′ 42″ N, 10° 18′ 48″ O              | Wohnhaus                                          | | 34145895 |                |
| Klosterstraße 34 51° 36′ 43″ N, 10° 18′ 43″ O              | Wohn-/Wirtschaftsgebäude                          | | 34145920 |                |
| Klosterstraße 43, 45, 47 51° 36′ 43″ N, 10° 18′ 39″ O      | Klosterstr. 43, 45, 47 (Baudenkmal-Gruppe)        | | 34118845 |                |
| Klosterstraße 43 51° 36′ 43″ N, 10° 18′ 40″ O              | Wohn-/Wirtschaftsgebäude                          | Einzeldenkmal der Baudenkmal-Gruppe Klosterstr. 43, 45, 47 (ID 34118845) | 34145967 |                |
| Klosterstraße 45 51° 36′ 43″ N, 10° 18′ 39″ O              | Wohn-/Wirtschaftsgebäude                          | Einzeldenkmal der Baudenkmal-Gruppe Klosterstr. 43, 45, 47 (ID 34118845) | 34145991 |                |
| Klosterstraße 47 51° 36′ 43″ N, 10° 18′ 39″ O              | Wohn-/Wirtschaftsgebäude                          | Einzeldenkmal der Baudenkmal-Gruppe Klosterstr. 43, 45, 47 (ID 34118845) | 34146015 |                |
| König-Heinrich-Platz 51° 36′ 37″ N, 10° 19′ 16″ O          | König-Heinrich-Platz (Baudenkmal-Gruppe)          | Häuserzeile mit den geraden Hausnummern 12 bis 22 auf der Nordseite des Platzes | 34118827 |                |
| König-Heinrich-Platz 12 51° 36′ 36″ N, 10° 19′ 17″ O       | Wohnhaus                                          | Einzeldenkmal der Baudenkmal-Gruppe König-Heinrich-Platz (ID 34118827) | 34146062 |                |
| König-Heinrich-Platz 14 51° 36′ 36″ N, 10° 19′ 17″ O       | Wohnhaus                                          | Einzeldenkmal der Baudenkmal-Gruppe König-Heinrich-Platz (ID 34118827) | 34146086 |                |
| König-Heinrich-Platz 16 51° 36′ 36″ N, 10° 19′ 16″ O       | Wohnhaus                                          | Einzeldenkmal der Baudenkmal-Gruppe König-Heinrich-Platz (ID 34118827) | 34146110 |                |
| König-Heinrich-Platz 18 51° 36′ 36″ N, 10° 19′ 16″ O       | Wohnhaus                                          | Einzeldenkmal der Baudenkmal-Gruppe König-Heinrich-Platz (ID 34118827) | 34146134 |                |
| König-Heinrich-Platz 20 51° 36′ 37″ N, 10° 19′ 15″ O       | Wohnhaus                                          | Einzeldenkmal der Baudenkmal-Gruppe König-Heinrich-Platz (ID 34118827) | 34146158 |                |
| König-Heinrich-Platz 22 51° 36′ 37″ N, 10° 19′ 15″ O       | Wohnhaus                                          | Einzeldenkmal der Baudenkmal-Gruppe König-Heinrich-Platz (ID 34118827) | 34146182 |                |
| Lindenstraße 14, 16 51° 36′ 39″ N, 10° 19′ 29″ O           | Lindenstraße 14 und 16 (Baudenkmal-Gruppe)        | | 34120740 |                |
| Lindenstraße 14 51° 36′ 38″ N, 10° 19′ 29″ O               | Wohnhaus                                          | Einzeldenkmal der Baudenkmal-Gruppe Lindenstraße 14 und 16 (ID 34120740) | 34146231 |                |
| Lindenstraße 16 51° 36′ 38″ N, 10° 19′ 29″ O               | Wohn-/Wirtschaftsgebäude                          | Einzeldenkmal der Baudenkmal-Gruppe Lindenstraße 14 und 16 (ID 34120740) | 34146259 |                |
| Lindenstraße 30, 32 51° 36′ 37″ N, 10° 19′ 25″ O           | Lindenstraße 30, 32 (Baudenkmal-Gruppe)           | | 34118895 |                |
| Lindenstraße 30 51° 36′ 37″ N, 10° 19′ 25″ O               | Wohn-/Wirtschaftsgebäude                          | Einzeldenkmal der Baudenkmal-Gruppe Lindenstraße 30, 32 (ID 34118895) | 34146287 |                |
| Lindenstraße 32 51° 36′ 37″ N, 10° 19′ 25″ O               | Wohnhaus                                          | Einzeldenkmal der Baudenkmal-Gruppe Lindenstraße 30, 32 (ID 34118895) | 34146311 |                |
| Pfalzstraße 4 51° 36′ 50″ N, 10° 18′ 30″ O                 | Wohnhaus                                          | | 34146335 |                |
| Pfarrgasse 8 51° 36′ 48″ N, 10° 18′ 32″ O                  | Kirchhof Pöhlde (Baudenkmal-Gruppe)               | | 34118929 | Weitere Bilder |
| Pfarrgasse 8 51° 36′ 47″ N, 10° 18′ 32″ O                  | Kirche St. Johannes der Täufer und St. Pankratius | Einzeldenkmal der Baudenkmal-Gruppe Kirchhof Pöhlde (ID 34118929) Ev. Johannes-Servatius-Kirche Pöhlde, Nach den Zerstörungen des 30-jährigen Krieges im 17. Jahrhundert auf den Grundmauern der ehemaligen Klosterkirche der Pfalz errichtet. | 34146407 | Weitere Bilder |
| Pfarrgasse 8 51° 36′ 48″ N, 10° 18′ 31″ O                  | Kriegerdenkmal                                    | Einzeldenkmal der Baudenkmal-Gruppe Kirchhof Pöhlde (ID 34118929) Ehrenmal für die Gefallenen und Vermissten der beiden Weltkriege. | 34146432 | Weitere Bilder |
| Pfalzstraße 16 51° 36′ 58″ N, 10° 18′ 33″ O                | Wohnhaus                                          | | 34146360 |                |

### Scharzfeld
| Lage                                                   | Bezeichnung                                   | Beschreibung                                                                | ID       | Bild           |
| ------------------------------------------------------ | --------------------------------------------- | --------------------------------------------------------------------------- | -------- | -------------- |
| Bremkestraße 30 51° 37′ 49″ N, 10° 22′ 47″ O           | Wohn-/Wirtschaftsgebäude                      |                                                                             | 34146512 |                |
| Harzstraße 13 51° 37′ 48″ N, 10° 22′ 29″ O             | Wohnhaus                                      |                                                                             | 34146581 |                |
| Harzstraße 33 51° 37′ 45″ N, 10° 22′ 37″ O             | Wohn-/Wirtschaftsgebäude                      |                                                                             | 34146653 |                |
| Harzstraße 37 51° 37′ 44″ N, 10° 22′ 40″ O             | Wohn-/Wirtschaftsgebäude                      |                                                                             | 34146678 |                |
| Harzstraße 42 51° 37′ 45″ N, 10° 22′ 34″ O             | Wohnhaus                                      |                                                                             | 34146702 |                |
| Harzstraße 47 51° 37′ 42″ N, 10° 22′ 45″ O             | Wohnhaus                                      |                                                                             | 34146749 |                |
| Harzstraße 49 51° 37′ 42″ N, 10° 22′ 46″ O             | Wohnhaus                                      |                                                                             | 34146773 |                |
| Harzstraße 72 51° 37′ 40″ N, 10° 22′ 50″ O             | Wohnhaus                                      |                                                                             | 34146844 |                |
| Harzstraße 79 51° 37′ 41″ N, 10° 22′ 58″ O             | Wohnhaus                                      |                                                                             | 34146947 |                |
| Harzstraße 78, 80, 82, 84 51° 37′ 40″ N, 10° 22′ 53″ O | Harzstraße 78, 80, 82, 84 (Baudenkmal-Gruppe) |                                                                             | 34118912 |                |
| Harzstraße 78 51° 37′ 40″ N, 10° 22′ 51″ O             | Wohnhaus                                      | Einzeldenkmal der Baudenkmal-Gruppe Harzstraße 78, 80, 82, 84 (ID 34118912) | 34146923 |                |
| Harzstraße 80 51° 37′ 40″ N, 10° 22′ 52″ O             | Wohnhaus                                      | Einzeldenkmal der Baudenkmal-Gruppe Harzstraße 78, 80, 82, 84 (ID 34118912) | 34146972 |                |
| Harzstraße 82 51° 37′ 40″ N, 10° 22′ 53″ O             | Wohnhaus                                      | Einzeldenkmal der Baudenkmal-Gruppe Harzstraße 78, 80, 82, 84 (ID 34118912) | 34147000 |                |
| Harzstraße 84 51° 37′ 40″ N, 10° 22′ 54″ O             | Doppelwohnhaus                                | Einzeldenkmal der Baudenkmal-Gruppe Harzstraße 78, 80, 82, 84 (ID 34118912) | 34147026 |                |
| Harzstraße 104 51° 37′ 28″ N, 10° 23′ 59″ O            | Bahnhof Scharzfeld, Empfangsgebäude           |                                                                             | 34147074 | Weitere Bilder |
| Harzstraße 104 51° 37′ 25″ N, 10° 24′ 15″ O            | Bahnhof Scharzfeld, Stellwerk "Sof"           |                                                                             | 34147272 |                |
| Harzstraße 111/113 51° 37′ 37″ N, 10° 23′ 13″ O        | Friedhof Harzstraße, Kriegerdenkmal           | Kriegerdenkmal auf dem Friedhof Harzstraße zwischen den Nummern 111 und 113 | 34146536 |                |
| Im Winkel 7 51° 37′ 43″ N, 10° 22′ 49″ O               | St.-Thomas-Kirche                             |                                                                             | 34147125 | Weitere Bilder |
| Pöhlder Straße 3 51° 37′ 50″ N, 10° 22′ 16″ O          | Wohnhaus                                      |                                                                             | 34147175 |                |

### Sieber
| Lage                                          | Bezeichnung                             | Beschreibung                                                                                | ID       | Bild           |
| --------------------------------------------- | --------------------------------------- | ------------------------------------------------------------------------------------------- | -------- | -------------- |
| An der Sieber 51° 41′ 51″ N, 10° 25′ 20″ O    | Kriegerdenkmal                          | Kriegerdenkmal westlich gegenüber der Kirche                                                | 34147621 | BW             |
| An der Sieber 68 51° 41′ 51″ N, 10° 25′ 22″ O | St.-Benedictus-Kirche                   |                                                                                             | 34147594 | Weitere Bilder |
| Königshof 1 51° 42′ 1″ N, 10° 28′ 38″ O       | Försterei Königshof (Baudenkmal-Gruppe) |                                                                                             | 34118963 | BW             |
| Königshof 1 51° 42′ 1″ N, 10° 28′ 39″ O       | Forsthaus Königshof                     | Einzeldenkmal der Baudenkmal-Gruppe Försterei Königshof (ID 34118963)                       | 34142161 | BW             |
| Schleiferei 1 51° 41′ 38″ N, 10° 25′ 2″ O     | Holzschleiferei II: Wehr                |                                                                                             | 34148019 | BW             |
| Schleiferei 1 51° 41′ 36″ N, 10° 24′ 59″ O    | Holzschleiferei II: Kraftwerksgraben    | Wassergraben südlich der Sieber vom Wehr (ID 34148019) bis zur Schleiferei (ID 34147962)    | 34148122 | BW             |
| Schleiferei 1 51° 41′ 23″ N, 10° 24′ 40″ O    | Holzschleiferei II: Wassermühle         | Holzschleiferei südöstlich der Kriegsgräberstätte an der L521                               | 34147962 | BW             |
| Siebertal 51° 41′ 52″ N, 10° 28′ 21″ O        | Holzschleiferei I: Wehr                 |                                                                                             | 34147492 | BW             |
| Siebertal 51° 41′ 48″ N, 10° 27′ 53″ O        | Holzschleiferei I: Kraftwerksgraben     | Wassergraben südlich der Sieber vom Wehr (ID 34147492) bis zur Schleiferei (ID 34147467)    | 34148148 | BW             |
| Siebertal 51° 41′ 50″ N, 10° 27′ 24″ O        | Holzschleiferei I: Wassermühle          |                                                                                             | 34147467 | BW             |
| Siebertal 6 51° 41′ 19″ N, 10° 24′ 33″ O      | Holzschleiferei III: Wehr               |                                                                                             | 34147533 | BW             |
| Siebertal 6 51° 41′ 8″ N, 10° 24′ 4″ O        | Holzschleiferei III: Kraftwerksgraben   | Wassergraben südöstlich der Sieber vom Wehr (ID 34147533) bis zur Schleiferei (ID 34147990) | 34148095 | BW             |
| Siebertal 6 51° 40′ 57″ N, 10° 23′ 59″ O      | Holzschleiferei III: Wassermühle        |                                                                                             | 34147990 | BW             |